# 索索貢省
索索贡省（英语：Sorsogon）是菲律宾比科尔的省份之一，首府为索索贡市，位于吕宋岛的比科尔半岛最南端，北部为阿尔拜省，东南面为圣贝纳迪诺海峡，与薩馬島相望，西南面为蒂考岛。主要语言为比科尔语及其方言、塔加拉语和英语。